# Brigitte Hayn

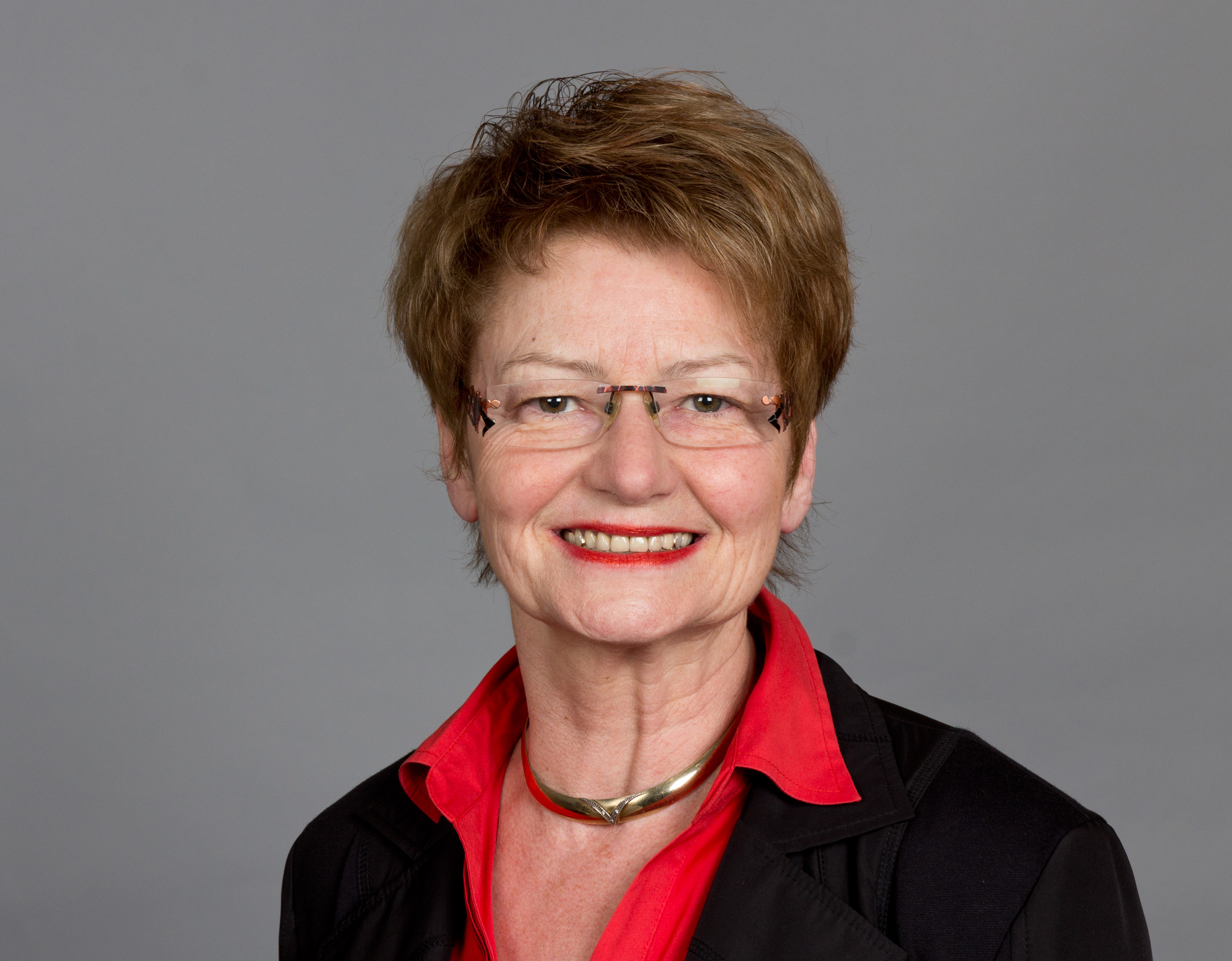
Brigitte Hayn (2014)

Brigitte Hayn (* 5. Dezember 1953 in Gelsenkirchen-Horst) ist eine rheinland-pfälzische Politikerin (CDU).

## Ausbildung
Brigitte Hayn erreichte nach erfolgreichem Studium der Sprachen Französisch und Englisch am Fachbereich angewandte Sprachwissenschaften der Universität Mainz in Germersheim den Titel der Diplom-Übersetzerin. Nach ihrem Studium unterrichtete sie in Germersheim, arbeitete in Neustadt an der Weinstraße und war für eine Firma in Ottobrunn bei München tätig. Anschließend legte die Politikerin eine Familienphase ein.

## Politisches
Brigitte Hayn war von 1995 bis 2001 stellvertretende Kreisvorsitzende der CDU Neustadt an der Weinstraße.  Seit 1994 ist sie Mitglied im Stadtrat Neustadt an der Weinstraße. Von 1999 bis 2001 war sie stellvertretende Vorsitzende der CDU-Stadtratsfraktion, von 2002 bis 2012 war sie CDU-Fraktionsvorsitzende im Stadtrat.
In den rheinland-pfälzischen Landtag rückte sie im Februar 2005 für den ausscheidenden Abgeordneten Lutz Frisch nach. Bei der Landtagswahl 2011 gewann sie das Direktmandat im Wahlkreis 42 (Neustadt an der Weinstraße) für die CDU. Bis 2016 vertrat sie die Bürger aus Neustadt an der Weinstraße, Haßloch und der Verbandsgemeinde Lambrecht als einzige Abgeordnete. Brigitte Hayn war im Landtag Mitglied der Ausschüsse für Bildung, sowie Wissenschaft, Weiterbildung, und Kultur. Als Kulturpolitische Sprecherin der CDU-Landtagsfraktion gehörte sie dem Kuratorium der Kulturstiftung Rheinland-Pfalz und dem Kuratorium der Landesstiftung Arp Museum Bahnhof Rolandseck an.
Seit 2009 ist Brigitte Hayn Vizepräsidentin des Partnerschaftsverbandes Rheinland-Pfalz/Burgund.